# Discografia dei Mission
La discografia dei Mission, gruppo musicale gothic rock britannico, è costituita da album in studio e dal vivo pubblicati tra il 1986 e il 2016.
A ciò vanno aggiunti diversi EP, usciti anche precedentemente, nonché varie compilation varie.

## EP
- 1986 - I (Serpents Kiss) (CHAP 6)
- 1986 - II (Like A Hurricane) (CHAP 7)
- 1986 - III (Stay With Me) (MYTH 1)
- 1987 - IV (Wasteland) (MYTH 2)
- 1987 - V (Severina) (MYTH 3)
- 1988 - Tower Of Strength (MYTH 4)
- 1988 - Beyond The Pale (MYTH 6)
- 1990 - Butterfly On A Wheel (MYTH 8)
- 1990 - Deliverance (MYTH 9)
- 1990 - Into The Blue (MYTH 10)
- 1990 - Hands Across The Ocean (MYTH 11)
- 1992 - Never Again (MYTH 12)
- 1992 - Like A Child Again (MYTH 13)
- 1992 - Shades Of Green (MYTH 14)
- 1994 - Tower of Strength (remix) (MYTH 15)
- 1994 - Afterglow (MYTH 16)
- 1994 - 1  (Raising Cain) (HOOK 1)
- 1995 - 2 (Swoon) (HOOK 2)

## Album

### Album in studio
- 1986 - God's Own Medicine
- 1988 - Children
- 1990 - Carved in Sand
- 1990 - Grains of Sand
- 1992 - Masque
- 1995 - Neverland
- 1996 - Blue
- 2001 - Aura
- 2007 - God Is a Bullet
- 2013 - The Brightest Light
- 2016 - Another Fall from Grace

### Album dal vivo
- 1993 - "No Snow, No Show" for the Eskimo
- 2000 - Ever After
- 2008 - Best Of The BBC Recordings
- 2008 - Live MMVII
- 2009 - Live & Last
- 2009 - The First Chapter - Live
- 2009 - God's Own Medicine - Live
- 2009 - Children - Live
- 2009 - Carved in Sand - Live

### Compilation
- 1987 - The First Chapter (Raccolta di b-side)
- 1990 - Words Upon the Sand (Tracce introdotte e commentate dalla band)
- 1990 - Salad Daze (The BBC Radio One Sessions) (Diverse esecuzioni negli anni)
- 1999 - Resurrection (Rivisitazioni e inediti)
- 2002 - Aural Delight (Rivisitazioni, inediti e b-side)
- 2010 - Dum Dum Bullet (Raccolta di inediti, b-side, demo e remix)
- 2014 - Aura / Aural Delight

### Cofanetti
- 1991 - Magnificent Pieces (Contiene le prime 4 pubblicazioni)
- 2008 - Live at the BBC
- 2008 - London Shepherd's Bush Empire (Contiene le versioni dal vivo delle prime 4 pubblicazioni)

### Raccolte
- 1994 - Sum and Substance
- 2000 - Tower of Strength
- 2006 - Anthology - The Phonogram Years
- 2014 - Serpents Kiss - The Very Best Of
- 2015 - Singles A's & B's

## Singoli
- 1986 - Serpent Kiss
- 1986 - Garden of Delight
- 1987 - Wasteland
- 1988 - Tower of Strength
- 1988 - Beyond the Pale
- 1990 - Butterfly on a Wheel
- 1990 - Deliverance
- 1990 - Into the Blue
- 1990 - Hands Across the Ocean
- 1992 - Never Again
- 1992 - Shades of Green (Part 2)
- 1994 - Afterglow
- 1994 - Tower of Strength (Remix)
- 1994 - Raising Cain
- 1995 - Swoon
- 1995 - Lose Myself In You
- 1996 - Coming Home
- 2001 - Evangeline
- 2002 - Shine Like the Stars
- 2005 - Breathe Me In
- 2007 - Keep It In The Family

## Videografia
- 1986 - Crusade (Concerto dal vivo)
- 1988 - From Dusk to Dawn (Raccolta di videoclip)
- 1989 - South America (Documentario)
- 1990 - Waves Upon the Sand (Concerto dal vivo)
- 1994 - Sum and Substance (Raccolta di videoclip)
- 2005 - Lighting the Candles (Concerto dal vivo + videoclip, interviste, performance varie e diverse rarità)
- 2006 - Waves Upon the Sand & Crusade (Antologia contenente 2 Concerti dal vivo risalenti a periodi differenti)
- 2007 - Gold - The Videos (Raccolta di videoclip)
- 2009 - The Final Chapter (Concerti dal vivo)
- 2012 - Silver (Concerti dal vivo)